# Le Guislain

Le Guislain este o comună în departamentul Manche, Franța. În 1 ianuarie 2022 avea o populație de 139 de locuitori.